# Олга Бризгина
Олга Аркадиевна Бризгина (моминско име – Владикина; 30 юни 1963 г., Краснокамск, Пермска област) е съветска лекоатлетка, състезавала се в спринта. Световна рекордьорка, двукратна световна и трикратна олимпийска шампионка. Заслужил майстор на спорта на СССР (1987). Заслужил работник на физическата култура и спорта на Украйна (2013). Състезавала се е „Динамо“ (Луганск).

## Биография
Започва да спортува в ДЮСШ Краснокамск (първи треньор – Галина Свешникова). През 1979 г. Олга се премества във Ворошиловград (сега град Луганск в Украйна), където започва да я обучава Владимир Федорец. Първите големи успехи идват през 1983 г., когато става шампионка на СССР. Пропуска Олимпийските игри през 1984 г. заради бойкота на социалистическите страни, но печели турнира „Дружба -84“ и Европейската купа през 1985 г. с националния отбор на СССР.
Бризгина поставя личен рекорд и рекорд на СССР на 400 метра в състезание от финала на Световната купа през 1985 г. с Марита Кох. След това германката актуализира световния рекорд от 47,60, а Бризгина остава втора с 48,27 секунди.
Триумфът на състезателката идва на световното първенство през 1987 г., където става световна шампионка.
На Олимпийските игри в Сеул Бризгина печели два златни медала. Първо в състезанието на 400 метра, а след това като част от щафетния отбор 4 × 400 метра, където националният отбор на СССР поставя световен рекорд от 3 минути и 15,17 секунди. На финала състезателките на СССР устояват на ожесточената конкуренция от националния отбор на САЩ. Олга Бризгина, която бяга на последния пост, успява да запази леката преднина пред Флорънс Грифит-Джойнър.
На Световното първенство през 1991 г. в Токио тя печели с щафетата 4 × 400 метра. На Олимпийските игри в Барселона (1992), пак на тази щафета, Бризгина печели злато с отбора на ОНД.
През 1992 г. Бризгина напуска големия спорт. Работи като директорка на спортното училище по лека атлетика „Динамо“, след това става старши треньор на украинския национален отбор по лека атлетика за Луганска област.
Наградена е с орден „Дружба на народите“, медал „За трудова доблест“, знак за отличие на Президента на Украйна и орден „За заслуги“ II степен (2002 г.). Почетен жител на град Луганск.

## Семейство
През 1986 г. Олга се омъжва за известния съветски спортист Виктор Бризгин. Семейството им има две дъщери.
Дъщерята на Олга, Елизавета Бризгина, също се състезава в спринта и е европейска шампионка и олимпийска медалистка.

## Лични рекорди
- 200 метра 22,44 сек – 1985 г.
- 400 метра 48,27 сек – 1985 г.